# 일본화 (회화)
일본화(日本画)는 일본의 전통적인 미적 관습, 기법, 재료를 따라 1900년 경부터 제작된 회화이다. 천 년 동안 내려온 전통을 기반으로 하지만 이 용어는 메이지 시대에 양화(洋画)와 구분하기 위하여 만들어졌다.

## 갤러리

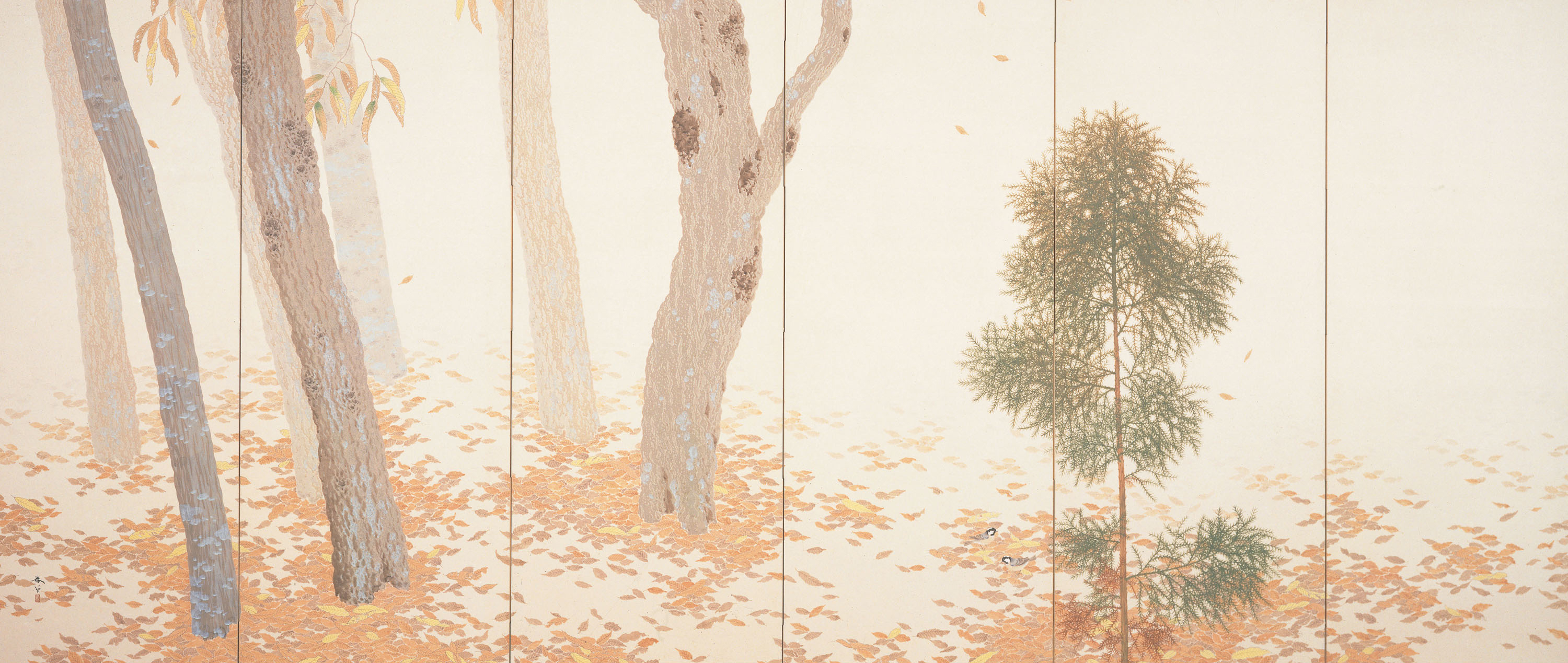
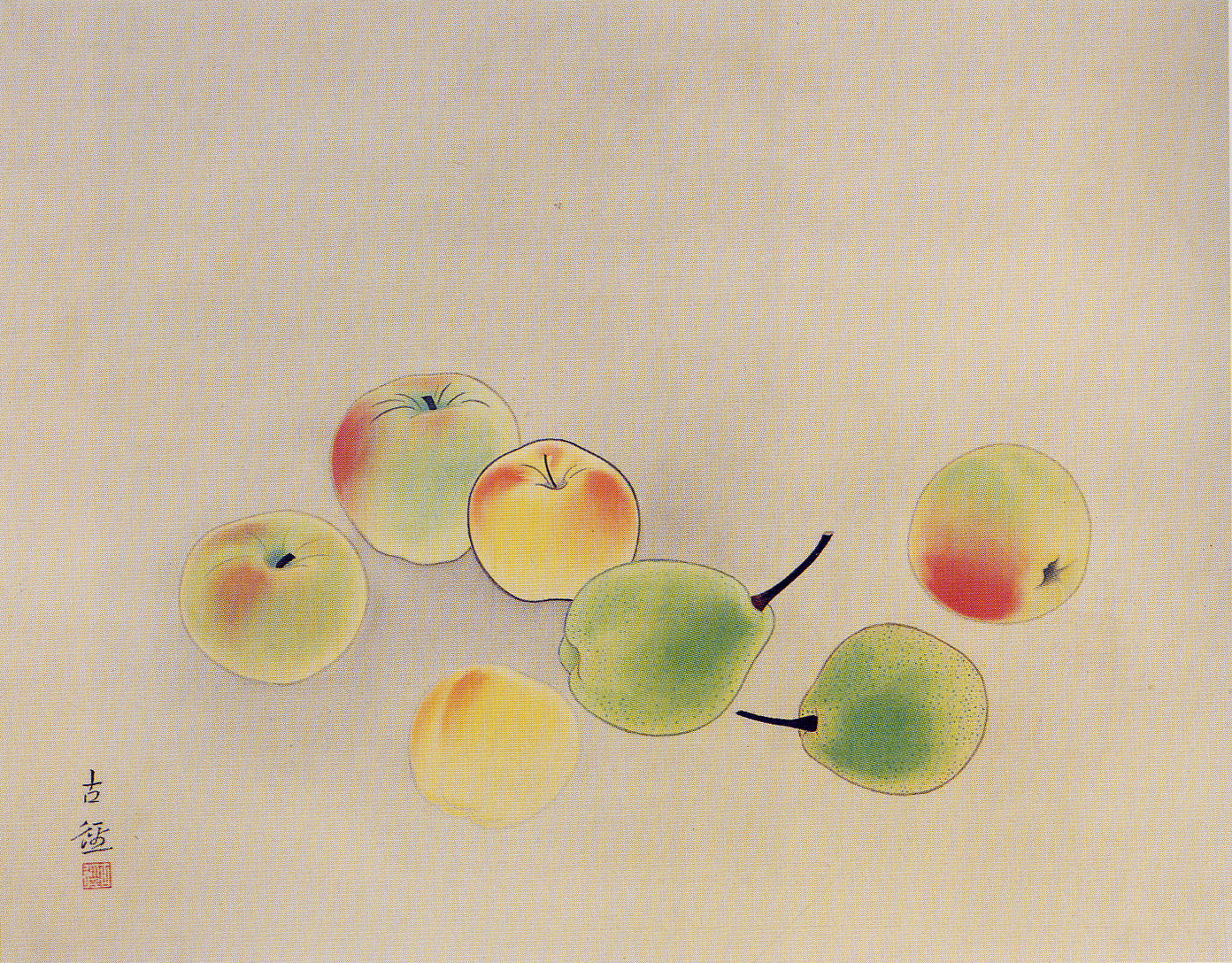
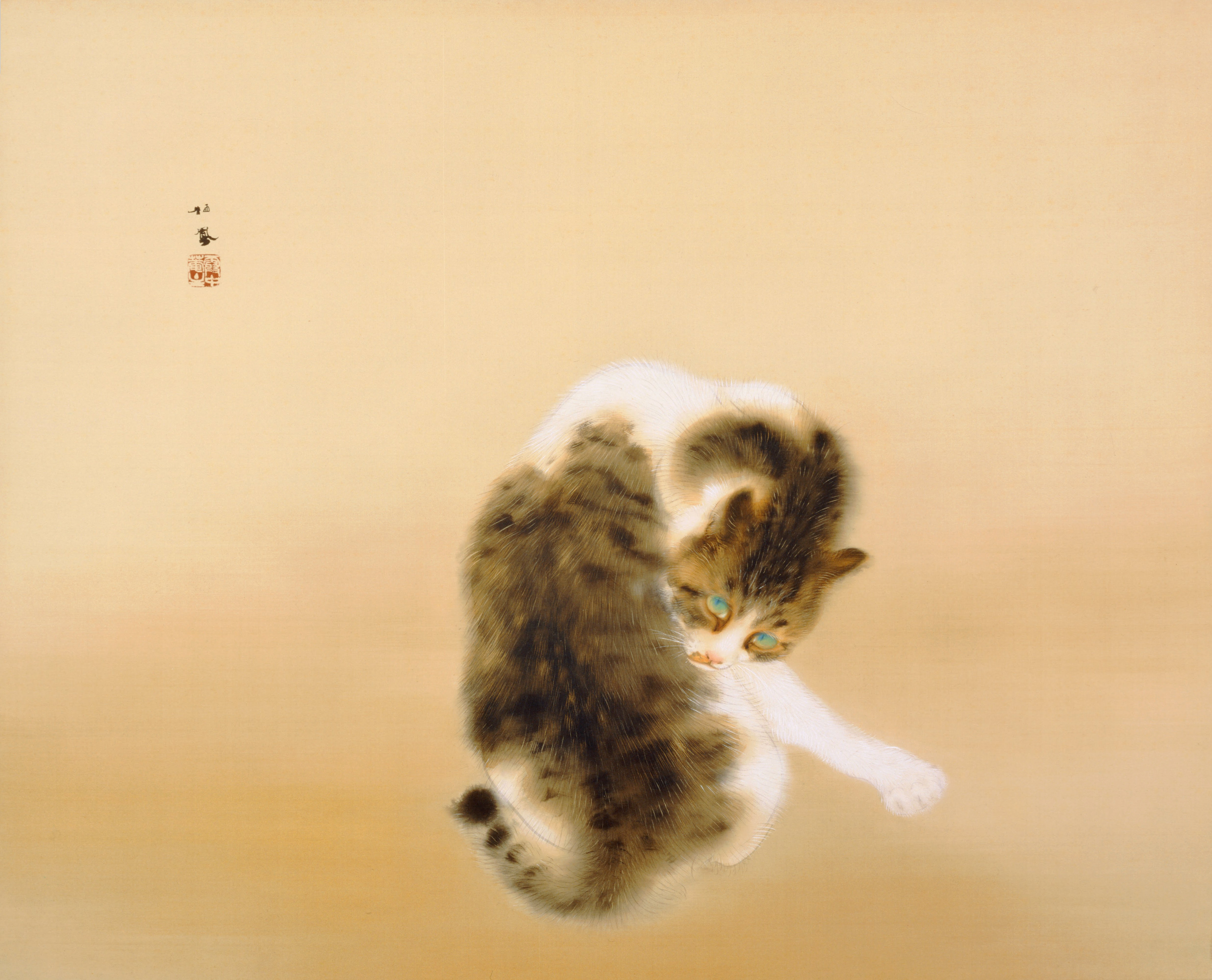
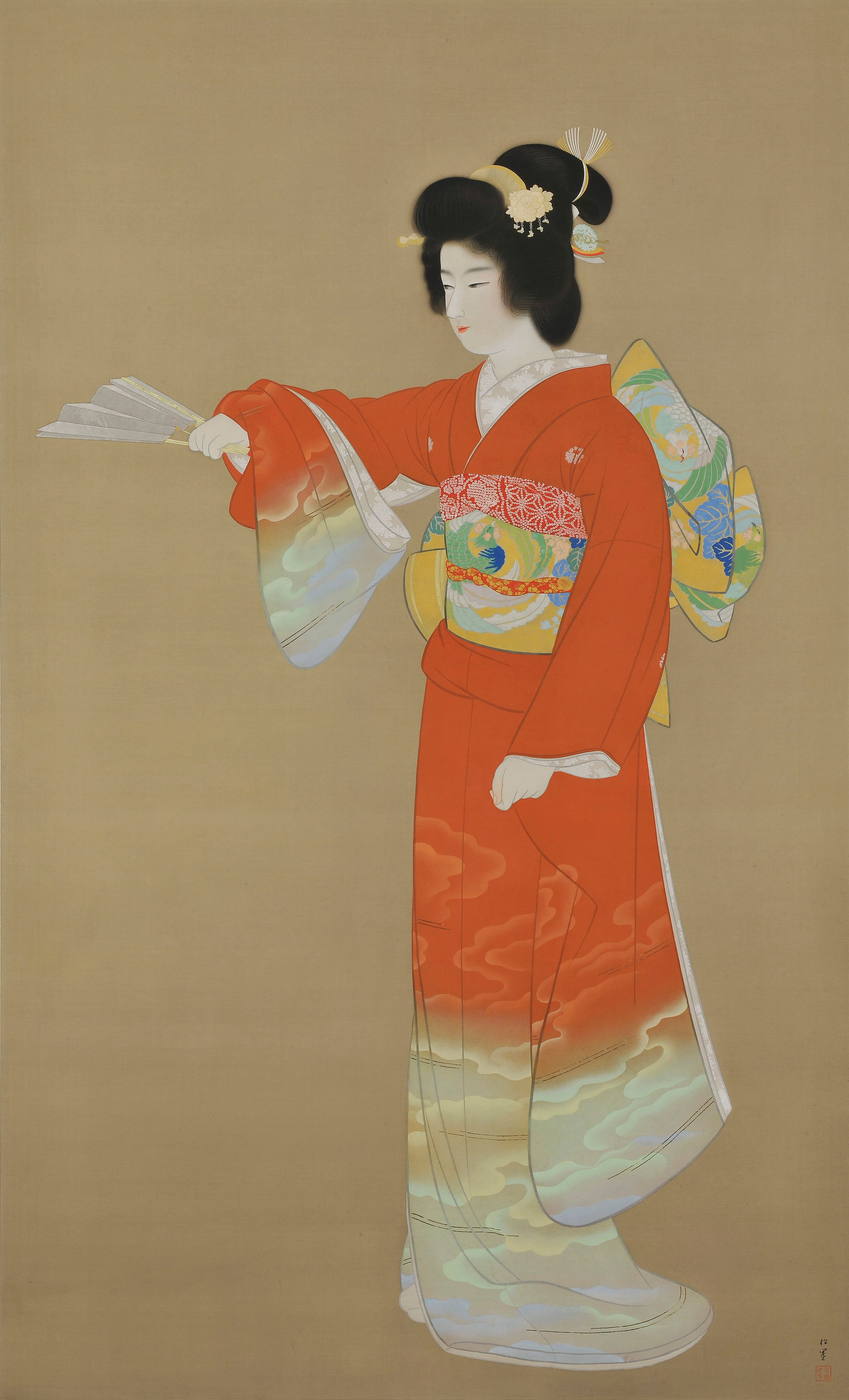